# Refrakcja (elektrofizjologia)
Refrakcja – właściwość komórek pobudliwych (a także błon komórkowych wypustek tych komórek), polegająca na okresowej niewrażliwości na stymulujące je bodźce po przejściu potencjału czynnościowego.
- refrakcja  bezwzględna, czyli stan w którym komórka nie jest w stanie odpowiedzieć na żaden bodziec (tak jest zaraz po przejściu potencjału), z czasem przechodzi w
- refrakcję względną, kiedy to bodziec o większym niż fizjologicznie nasileniu może wywołać odpowiedź komórki.

Pojęcie to ma szczególne znaczenie w elektrofizjologii mięśnia sercowego i służy do opisywania czasu powrotu pobudliwości poszczególnych (prawidłowych oraz patologicznych) struktur układu bodźcoprzewodzącego serca (węzła zatokowego, mięśniówki przedsionków, drogi szybkiej węzła przedsionkowo-komorowego, drogi wolnej węzła przedsionkowo-komorowego, drogi dodatkowej, pęczka Hisa, włókien Purkiniego, roboczych komórek mięśni komór).
Farmakoterapia przeciwarytmiczna polega między innymi na wpływie leków antyarytmicznych na czas refrakcji różnych obszarów mięśnia sercowego.